# Franzo Grande Stevens
Franzo Grande Stevens (Napoli, 13 settembre 1928 – Torino, 13 giugno 2025) è stato un avvocato italiano.
Persona di fiducia di Gianni Agnelli, per questo fu soprannominato "l'avvocato dell'Avvocato".

## Biografia
Napoletano di madre inglese, era figlio di un imprenditore nel ramo dei pastifici in parte siciliano di Avola e di una sorella di Harold Stevens, nel secondo dopoguerra si stabilì di nuovo a Napoli dove conseguì la maturità classica al Giambattista Vico e la laurea in giurisprudenza presso l'Università Federico II, allievo di Alessandro Galante Garrone. Esaurita l'esperienza del praticantato al fianco dell'avvocato Francesco Barra Caracciolo di Basciano, principe del foro di Napoli, si trasferì a Torino per conoscere il celebre giurista napoletano Paolo Greco, lì docente e fu subito assunto nello studio di Dante Livio Bianco.
Iscritto all'Albo degli avvocati dal 1954, in poco tempo divenne una delle persone di fiducia di Gianni Agnelli. Fu soprannominato, come Vittorio Chiusano prima di lui, "l'avvocato dell'Avvocato". Nel 1976 partecipò in qualità di difensore d'ufficio al processo ai capi storici delle Brigate Rosse, assieme al presidente del consiglio dell'ordine degli avvocati di Torino, Fulvio Croce, che venne poi assassinato dai terroristi. Sulla vicenda scrisse Vita d'un avvocato, pubblicato con la Cedam nel 2000, ad oltre vent'anni dall'omicidio di Croce.
Nel tempo ha seguito le vicende societarie dei gruppi industriali più importanti del Paese, ricoprendo spesso cariche dirigenziali al loro interno. È stato Presidente della Toro Assicurazioni, della CIGA Hotels, della Cassa Nazionale Forense e, dal 1985 al 1991, del Consiglio Nazionale Forense. È stato vicepresidente della FIAT. Ha ricoperto la presidenza della Compagnia di San Paolo ed è stato membro dei consigli di amministrazione di IFIL e RCS. Tra i suoi clienti ci sono stati Carlo De Benedetti, l'Aga Khan, Adriana Volpe, i Ferrero che gli hanno affidato la holding di famiglia, i Pininfarina e i Lavazza.
Inoltre è stato presidente della squadra di calcio della Juventus dal 2 agosto 2003, succedendo al defunto Vittorio Caissotti di Chiusano, fino allo scoppio di Calciopoli nel 2006, sostituito da Giovanni Cobolli Gigli; da allora e fino alla morte è stato, in coabitazione con Giampiero Boniperti, presidente onorario della società.
È morto il 13 giugno 2025 a Torino all'età di 96 anni.

### Vicende giudiziarie
Il 26 marzo 2009 si è aperto ufficialmente il processo che l'ha coinvolto per l'equity swap di Ifi-IFIL ed Exor che nel 2005 consentì agli eredi Agnelli di mantenere il controllo della FIAT e che, secondo l'accusa fu tenuto nascosto per molti mesi alla CONSOB e al mercato. Secondo il gup di Torino, Francesco Moroni, doveva rispondere di aggiotaggio informativo. Coinvolti nell'inchiesta ci sono stati anche l'allora presidente dell'IFIL, Gianluigi Gabetti, e l'amministratore delegato d'IFI, Virgilio Marrone. Il 21 febbraio 2013 è stato condannato a 1 anno e 4 mesi, dopo che la Cassazione aveva annullato l'assoluzione. Un nuovo passaggio presso la Corte di Cassazione, tuttavia, porterà, il 17 dicembre 2013, all'annullamento della condanna per avvenuta prescrizione.